# Chaunac
Chaunac ist eine französische Gemeinde mit 70 Einwohnern (Stand: 1. Januar 2022) im Département Charente-Maritime in der Region Nouvelle-Aquitaine (vor 2016 Poitou-Charentes); sie gehört zum Arrondissement Jonzac und zum Kanton Jonzac. Die Einwohner werden Chaunacais genannt.

## Geographie
Chaunac liegt etwa 65 Kilometer nordnordöstlich von Bordeaux. Umgeben wird Chaunac von den Nachbargemeinden Fontaines-d’Ozillac im Norden und Nordwesten, Léoville im Norden und Nordosten, Vibrac im Osten und Südosten, Pommiers-Moulons im Süden, Expiremont im Südwesten sowie Tugéras-Saint-Maurice im Westen.

## Bevölkerungsentwicklung
| Jahr                      | 1962 | 1968 | 1975 | 1982 | 1990 | 1999 | 2006 | 2013 | 2019 |
| Einwohner                 | 87   | 103  | 78   | 81   | 81   | 56   | 75   | 97   | 77   |
| Quelle: Cassini und INSEE |      |      |      |      |      |      |      |      |      |

## Sehenswürdigkeiten
- Kirche Saint-Sulpice, Monument historique seit 1908 (siehe auch: Liste der Monuments historiques in Chaunac)

## Weblinks

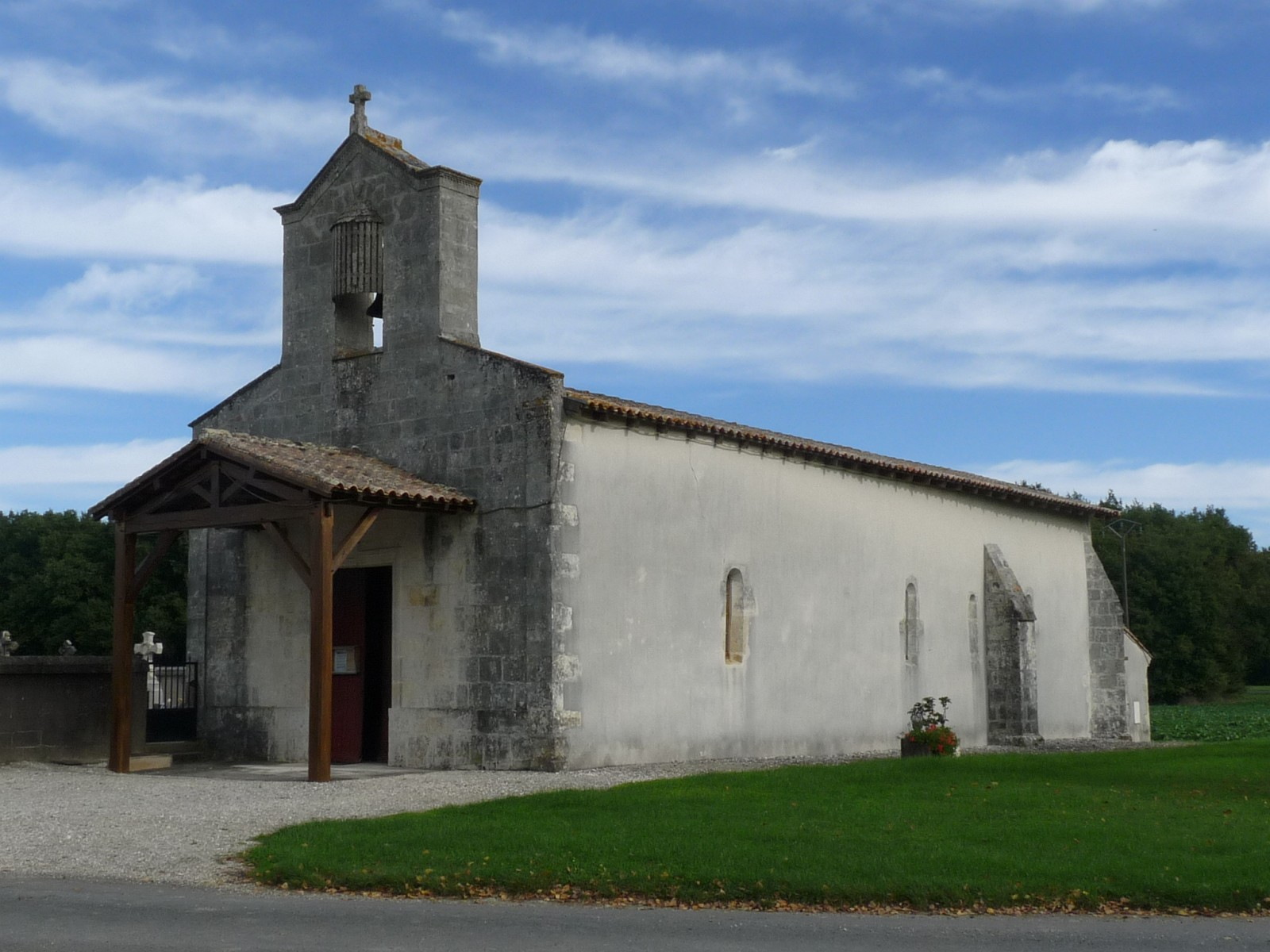
Kirche St-Sulpice